# Stephanie Cheng
Stephanie Cheng (* 14. Oktober 1989) ist eine neuseeländische Badmintonspielerin. 

## Karriere
Stephanie Cheng wurde bei den North Harbour International 2006 Dritte im Damendoppel mit Rebecca Bellingham, vier Jahre später siegte sie bei den Canterbury International 2010. Bei der Badminton-Ozeanienmeisterschaft 2010 gewann sie Bronze im Mixed und im Doppel. Bei den neuseeländischen Meisterschaften 2011 siegte sie ebenfalls in beiden Disziplinen. 2012 war sie noch einmal im Damendoppel erfolgreich.

## Referenzen
- http://www.auckbad.co.nz/information.php?info_id=107

| Personendaten    | Personendaten                      |
| ---------------- | ---------------------------------- |
| NAME             | Cheng, Stephanie                   |
| KURZBESCHREIBUNG | neuseeländische Badmintonspielerin |
| GEBURTSDATUM     | 14. Oktober 1989                   |